# Union internationale des avocats
Pour les articles homonymes, voir UIA.
L’Union internationale des avocats (UIA) est une organisation non gouvernementale internationale de professionnels du droit créée en 1927. Elle rassemble plus de 2200 membres individuels et 200 barreaux, fédérations et associations répartis dans 110 pays.

## Contexte historique
À la fin du XIXe siècle, la plupart des avocats européens vivent dans des Barreaux autonomes, indépendants, possédant leurs propres traditions.
Après la Première Guerre mondiale, un groupe d'avocats luxembourgeois, belges et français fait naître l’idée qu’il devient indispensable d’aider certains Barreaux à se moderniser et à entretenir des contacts internationaux.
En juillet 1925, ils établissent donc un projet « d’Union Internationale des Avocats », qui après deux années de discussions, voit le jour le 8 juillet 1927, à Charleroi en Belgique.
Le Bâtonnier Georges Guillaumin est nommé premier Président de l’association.
Dès la création de l’Union internationale des avocats (UIA), plusieurs Barreaux sont admis membres.
Chaque nouveau Barreau participe au double objectif fixé par l’association : s’adapter à une vie économique nouvelle d’après guerre et travailler avec la Société des Nations (SDN) à l’établissement d’une paix durable.

## Objectifs
Aujourd'hui, l’UIA défend la profession d’avocat et favorise les contacts internationaux, les échanges et les coopérations entre avocats, dans le respect de leur diversité culturelle et professionnelle.
Deux objectifs spécifiques sous-tendent ses activités :
- Promouvoir les principes essentiels de la profession d'avocat[9] et du développement de la science juridique dans tous les domaines du droit à l’échelle internationale.
- Contribuer à l’enrichissement professionnel des avocats grâce aux échanges d’information établis par ses Commissions et Groupes de Travail.

## Missions
L'UIA désigne huit langues officielles (français, anglais, espagnol, italien, allemand, portugais, arabe et chinois) et travaille en français (elle a la réputation d'être francophile), en anglais et en espagnol.
L'UIA a constitué 43 commissions et groupes de travail composés d’avocats issus de juridictions du monde entier. Chaque commission examine les évolutions ayant trait à un domaine particulier du droit (ou de l’exercice) et déterminent dans quelles mesures ces évolutions affecteront ou seront affectés par les autres domaines du droit.
Les commissions et groupes de travail de l’UIA sont répartis en deux principaux domaines : droit des affaires et pratique générale et droits de l'homme.

## Droit des affaires
Les commissions et groupes de travail de l'UIA en droit des affaires s'intéressent entre autres au droit de la concurrence, des contrats, de la faillite, des sociétés, du travail, de la propriété intellectuelle, au droit fiscal, bancaire, aux fusions et acquisitions, à l’arbitrage, à la vente internationale de marchandises, aux investissements étrangers et à bien d'autres problématiques actuelles du droit.
L'UIA collabore aux travaux de la CNUDCI et a présenté notamment une Proposition d’une définition de “centre des intérêts principaux” (articles 2 b et 16-3 de la Loi type de la CNUDCI sur l’insolvabilité internationale).
L’UIA organise des séminaires thématiques internationaux, qui ont pour principal objectif de comparer l'exercice de la profession d'avocat dans le monde selon les différents modes de pratique: Civil Law ou Common Law.

## Défense de la défense et des droits de l'homme
L’UIA, par le biais de l’UIA-IROL « Institute for the Rule of Law », intervient fréquemment dans le monde entier en faveur des avocats emprisonnés ou persécutés du fait de l’exercice de leur profession. Elle organise des missions de médiation et d'observation de procès.
Depuis 1971, elle bénéficie, en qualité d'organisation non gouvernementale internationale (ONGI), d'un statut consultatif spécial auprès des Nations unies et du Conseil de l'Europe. 
Au Conseil de l'Europe, elle a émis une recommandation en matière de blanchiment d'argent et de lutte contre le terrorisme.
Elle est représentée aux principaux sièges des Nations unies (New York, Genève et Vienne), où elle organise régulièrement un sommet pour les Présidents de Barreaux du monde entier destiné à leur permettre de suivre les travaux initiés par l'ONU dans divers domaines du droit international.
L’UIA siège également au sein des Conseils Consultatifs du Tribunal Pénal International pour l’ex-Yougoslavie.
Enfin, l’UIA a aussi suivi les travaux de la commission préparatoire pour la Cour pénale internationale (CPI) depuis sa constitution. Elle assiste aujourd’hui aux sessions de l’Assemblée des États Parties au Statut de la Cour. 

## Membres
- individuels : avocats exerçant la profession à titre principal.
- collectifs : barreaux, associations et fédérations d’avocats.
- individuels associés : autres professions juridiques, enseignants, magistrats.

## Présidence

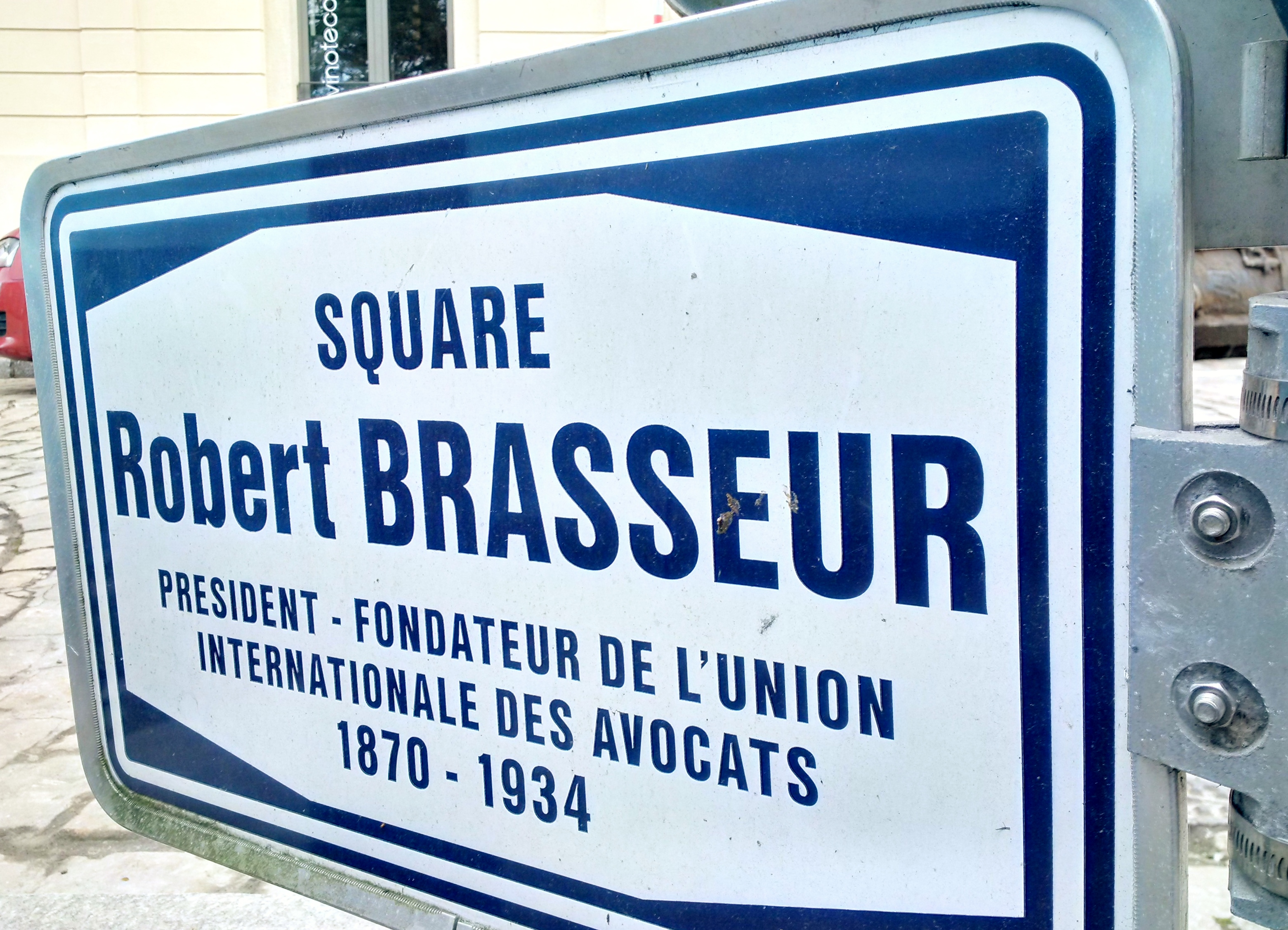
Robert Brasseur, président-fondateur de l'Union internationale de avocats

Le président est élu pour un an.
| Identité                                         | Nationalité    | Période | Période | Durée |
| Identité                                         | Nationalité    | Début   | Fin     | Durée |
| ------------------------------------------------ | -------------- | ------- | ------- | ----- |
| Robert Brasseur (en) (1870 - 1934)               | Luxembourgeois | 1929    | 1930    | 1 an  |
| Paul Crokaert (1875 - 1955)                      | Belge          | 1930    | 1931    | 1 an  |
| Willem Maurits de Brauw (d) (1876 - 1962)        | Néerlandais    | 1932    | 1933    | 1 an  |
| Aloïs Stompfe (d) (1868 - 1944)                  | Tchécoslovaque | 1936    | 1937    | 1 an  |
| Adelino da Palma Carlos (1905 - 1992)            | Portugais      | 1960    | 1962    | 2 ans |
| Jacob Hendrik de Brauw (d) (1905 - 1975)         | Néerlandais    | 1964    | 1965    | 1 an  |
| Claude Lussan (1910 - 2008)                      | Français       | 1969    | 1971    | 2 ans |
| José Luis del Valle-Iturriaga (en) (1901 - 1983) | Espagnol       | 1971    | 1973    | 2 ans |
| Albert Zurfluh (d) (1915 - 1990)                 | Français       | 1977    | 1979    | 2 ans |
| Harold H. Healy, Jr. (en) (1921 - 2007)          | Américain      | 1979    | 1981    | 2 ans |
| Ernest Arendt (1916 - 2003)                      | Luxembourgeois | 1981    | 1983    | 2 ans |
| Anders R. Öhman (d) (1925 - 2020)                | Suédois        | 1987    | 1988    | 1 an  |
| Garry Downes (en) (né en 1944)                   | Australien     | 1994    | 1995    | 1 an  |
| Kottayan Katankot Venugopal (en) (né en 1931)    | Indien         | 1996    | 1997    | 1 an  |
| Miguel I. Estrada Samano (d)                     | Mexicain       | 2000    | 2001    | 1 an  |
| Stephen L. Dreyfuss (d)                          | Américain      | 2013    | 2014    | 1 an  |
| Miguel Loinaz (d)                                | Uruguayen      | 2014    | 2015    | 1 an  |
| Jean-Jacques Uettwiller (d) (né en 1945)         | Français       | 2015    | 2016    | 1 an  |
| Laurence Bory (d)                                | Suisse         | 2016    | 2017    | 1 an  |
| Pedro Pais de Almeida (en) (né au XXe siècle)    | Portugais      | 2017    | 2018    | 1 an  |
| Issouf Baadhio (d)                               | Burkinabé      | 2018    | 2019    | 1 an  |
| Jerome Roth (d)                                  | Américain      | 2019    | 2020    | 1 an  |
| Jorge Martí Moreno (d)                           | Espagnol       | 2020    | 2021    | 1 an  |
| Hervé Chemouli (d)                               | Français       | 2021    | 2022    | 1 an  |
| Urquiola De Palacio (d)                          | Espagnole      | 2022    | 2023    | 1 an  |
| Jacqueline Scott (d)                             | Américaine     | 2023    | 2024    | 1 an  |

## Congrès annuels

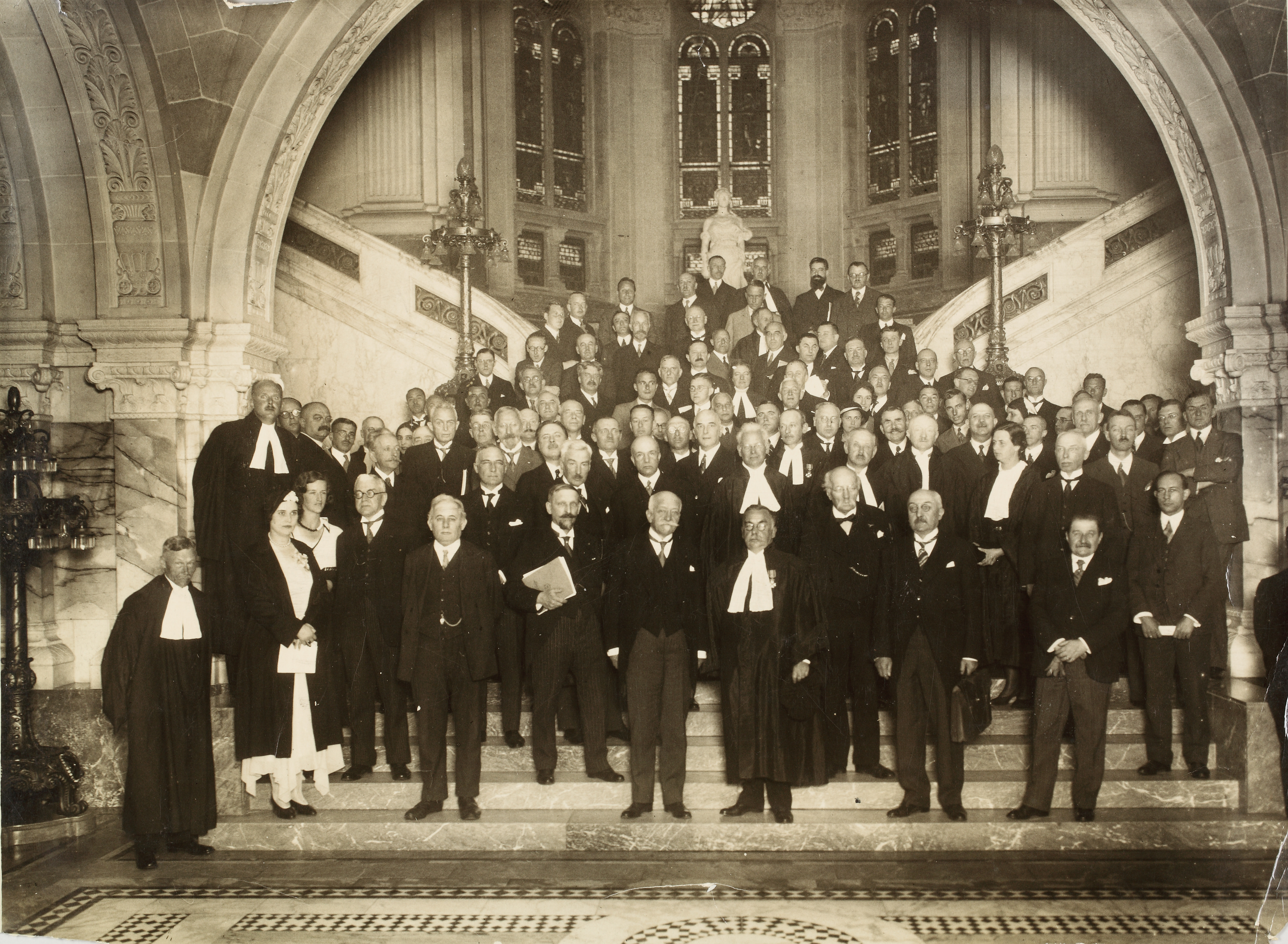
IIIe Congrès de l’Union Internationale des Avocats à Luxembourg en 1931 auquel participe le Prix Nobel de la paix Henri La Fontaine (au premier rang sur la photo).

L'UIA organise depuis sa création des congrès en Europe et dans le monde destinés aux membres et non membres de l'association durant lesquels sont traités plusieurs sujets d'actualité juridique.
Les statuts prévoyaient que l'Union se réunirait en congrès au moins une fois tous les deux ans. De 1929 à 1938, les congrès sont essentiellement annuels. Le congrès de 1939, qui devait se tenir à Varsovie à la veille de la seconde guerre mondiale, n'eut toutefois pas lieu:
- 1929 - Ier congrès : Bruxelles, Belgique
- 1930 - IIe congrès : Paris, France
- 1931 - IIIe congrès : Luxembourg, Grand Duché du Luxembourg
- 1932 - IVe congrès : La Haye, Pays-Bas
- 1933 - Ve congrès : Dubrovnik, Croatie
- 1935 - VIe congrès : Bruxelles, Belgique
- 1936 - VIIe congrès: Vienne, Autriche
- 1937 - VIIIe congrès: Vienne, Autriche
- 1938 - IXe congrès: Budapest, Hongrie

Les congrès reprennent en 1948 et se tiennent annuellement jusqu'en 1954, sauf en 1952: 
- 1948 - Xe congrès : Bruxelles, Belgique
- 1949 - XIe congrès[3],[31] : Paris, France
- 1950 - XIIe congrès[32] : Luxembourg, Grand Duché du Luxembourg
- 1951 - XIIIe congrès[33],[34] : Rio de Janeiro, Brésil
- 1953 - XIVe congrès[35] : Vienne, Autriche

De 1954 à 1989, ils ont lieu tous les deux ans :
- 1954 - XVe congrès[36],[37] : Bruxelles, Belgique
- 1956 - XVIe congrès[38],[39] : Paris, France
- 1958 - XVIIe congrès[40],[41] : Milan, Italie
- 1960 - XVIIIe congrès : Bâle, Suisse - Congrès lors duquel fut créé le Conseil des Barreaux Européens (CCBE)
- 1962 - XIXe congrès : Lisbonne, Portugal
- 1964 - XXe congrès : Bonn, République Fédérale d'Allemagne
- 1965 - XXIe congrès : Arnhem, Pays-Bas (exceptionnellement tenu l'année suivante)
- 1967 - XXIIe congrès : Vienne, Autriche
- 1969 - XXIIIe congrès[42],[43] : Londres, Royaume-Uni
- 1971 - XXIVe congrès : Paris, France
- 1973 - XXVe congrès : Madrid, Espagne
- 1975 - XXVIe congrès : Munich, République Fédérale d'Allemagne
- 1977 - XXVIIe congrès[44] : Zagreb, Croatie
- 1979 - XXVIIIe congrès[45] : Cannes, France
- 1981 - XXIXe congrès : New York, États-Unis
- 1983 - XXXe congrès : Luxembourg, Grand Duché du Luxembourg
- 1985 - XXXIe congrès : La Haye, Pays-Bas
- 1987 - XXXIIe congrès : Québec, Canada
- 1989 - XXXIIIe congrès : Interlaken, Suisse

À partir de 1989, les congrès redeviennent annuels:

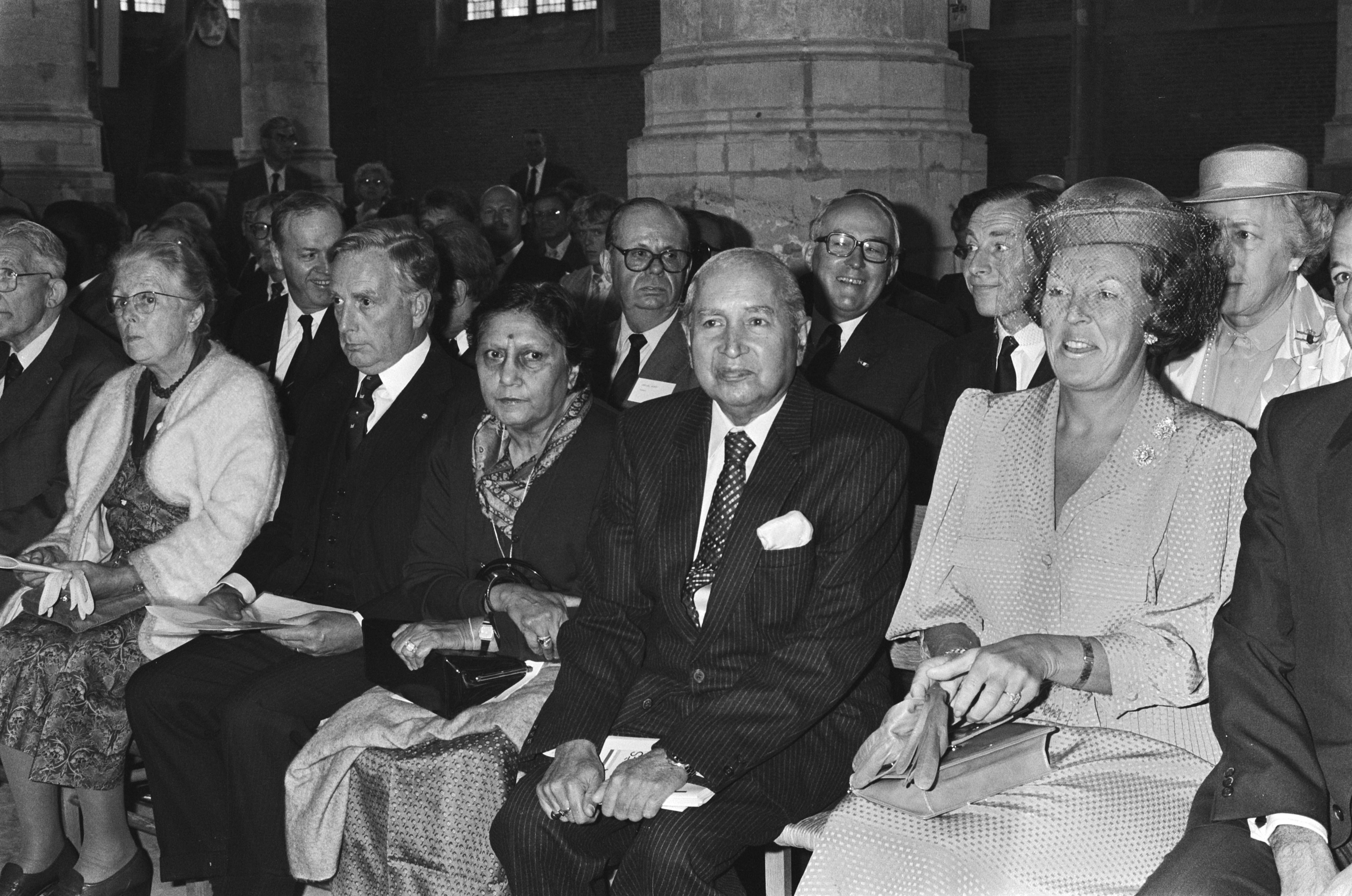
XXXIe Congrès de l’Union Internationale des Avocats à La Haye en 1985. Cérémonie d’ouverture à Pieterskerk, Leiden. De droite à gauche : La reine Beatrix des Pays-Bas, Nagendra Singh (Président de la Cour internationale de Justice), Madame Singh, Frits Korthals Altes ministre néerlandais de la Justice.

- 1990 - XXXIVe congrès : Strasbourg, France
- 1991 - XXXVe congrès : Mexico, Mexique
- 1992 - XXXVIe congrès : Berlin, Allemagne
- 1993 - XXXVIIe congrès : San Francisco, États-Unis
- 1994 - XXXVIIIe congrès : Marrakech, Maroc
- 1995 - XXXIXe congrès : Londres, Angleterre
- 1996 - XXXXe congrès : Madrid, Espagne
- 1997 - XLIe congrès : Philadelphie, États-Unis
- 1998 - XLIIe congrès : Nice, France
- 1999 - XLIIIe congrès : New Delhi, Inde
- 2000 - XLIVe congrès : Buenos Aires, Argentine
- 2001 - XLVe congrès : Turin, Italie
- 2002 - XLVIe congrès : Sydney, Australie
- 2003 - XLVIIe congrès : Lisbonne, Portugal
- 2004 - XLVIIIe congrès : Genève, Suisse
- 2005 - XLIXe congrès : Fès, Maroc
- 2006 - Le congrès : Salvador de Bahia, Brésil
- 2007 - LIe congrès : Paris, France
- 2008 - LIIe congrès : Bucarest, Romania
- 2009 - LIIIe congrès : Séville, Espagne
- 2010 - LIVe congrès : Istanbul, Turquie
- 2011 - LVe congrès[46] : Miami, États-Unis
- 2012 - LVIe congrès : Dresde, Allemagne
- 2013 - LVIIe congrès : Macao (SAR), République Populaire de Chine
- 2014 - LVIIIe congrès : Florence, Italie
- 2015 - LIXe congrès : Valence, Espagne
- 2016 - LXe congrès : Budapest, Hongrie
- 2017 - LXIe congrès : Toronto, Canada
- 2018 - LXIIe congrès : Porto, Portugal
- 2019 - LXIIIe congrès : Luxembourg, Grand Duché du Luxembourg - Sous le Haut Patronage de Son Altesse Royale le Grand Duc
- 2020 - LXIVe congrès : Congrès virtuel en raison de la pandémie de COVID-19.
- 2021 - LXVe congrès : Madrid, Espagne - Sous la Présidence d’honneur de Sa Majesté le Roi Felipe VI - Congrès hybride : Présentiel en Espagne, avec possibilité de suivre à distance.
- 2022 - LXVIe congrès : Dakar, Sénégal
- 2023 - LXVIIe congrès : Rome, Italie
- 2024 - LXVIIIe congrès : Paris, France
- 2025 - LXIXe congrès : Guadalajara, Mexique

## Résolutions et Chartes[47]
- Résolution de l'UIA relative à la situation en Pologne (Congrès de Luxembourg - novembre 2019)
- Résolution contre toutes les formes d'esclavage (Congrès de Porto, Portugal - octobre 2018)
- Principes essentiels de la Profession d'avocat (Congrès de Porto, Portugal - octobre 2018)
- Principes de Base du Statut des réfugiés[48] (Congrès de Budapest, Hongrie - octobre 2016)
- Résolution Vie privée dans les communications digitales (Congrès de Valence, Espagne - octobre 2015)
- Résolution Corruption, Transparence et Justice (Congrès de Macao, Chine - 3 novembre 2013)
- Résolution sur la Mondialisation, Tolérance et Droit (Congrès de Séville, Espagne - 29 octobre 2009)
- Résolution sur le droit à la santé[49] (Congrès de Fès, Maroc - 31 - 05 septembre 2005).
- Résolution relative à l’abolition de la peine de mort (Congrès de Lisbonne, Portugal - 30 août - 03 septembre 2003).
- Principes pour les avocats établissant un cabinet hors de leur pays, adoptés et présentés à l’Organisation mondiale du commerce (Congrès de Sydney, Australie - 27 octobre - 31 octobre 2002).
- Charte sur l’exercice de la profession d’avocat au XXIe siècle, tenant compte des évolutions en matière de nouvelles technologies et des enjeux de la mondialisation. (Congrès de Sydney, Australie - 27 octobre- 31 octobre 2002)
- Résolution sur les Pratiques Multidisciplinaires visant à préserver les valeurs fondamentales de la profession d’avocat (Congrès de New Delhi, Inde - 03 novembre 1999).

## Publications
- Enjeux européens et mondiaux de la protection des données personnelles[50], Editions Larcier, juin 2015
- Le DIP au quotidien / IPR in het Dagelijkse Leven, Editions Larcier, novembre 2015
- Current trends in Start-Ups and Crowd Financing, Ed. Thomas Kulnigg, Editions Lexis Nexis, décembre 2017
- Compliance – Challenges and Opportunities for the Legal Profession, Ed. Guido de Clerq, Editions Lexis Nexis, décembre 2017
- Le statut des femmes et l'état de droit, Editions Larcier, juillet 2018
- Recognition and Enforcement of Foreign Judgments and Arbitral Awards Editions Lexis Nexis, octobre 2018
- Natural Resources Exploitation: Business and Human Rights, Editions Lexis Nexis, octobre 2018
- Legal Aspects of Artificial Intelligence, Editions Lexis Nexis, juin 2019
- Drafting Effective International Contracts of Agency and Distributorship - a Practical Handbook, novembre 2019
- International Public Procurement, novembre 2019
- Family Law: Challenges and Developments from an International Perspective, juin 2020
- Environmental Law and Sustainable Development, Septembre 2020
- Fashion law : Legal trends and new challenges, octobre 2020

## Juriste International - Magazine
Juriste International est le magazine trilingue (français, anglais, espagnol) de l'UIA. Publié quatre fois par an, il est tiré à 3000 exemplaires.
Il présente des articles d'auteurs - membres ou non membres de l'association - sur l'actualité juridique nationale et internationale.
Rédacteur en chef: Barbara Gislason, Minnesota, Etats-Unis.

## Prix UIA
L'UIA récompense également les professionnels du droit pour leurs travaux scientifiques, leur professionnalisme, leur implication dans la défense de l'Etat de droit ou encore pour l'aspect innovant de leur pratique professionnelle.

### Prix Monique Raynaud-Contamine
Le Prix Monique Raynaud-Contamine a récompensé de 1999 à 2018, les meilleurs rapports écrits soumis lors des congrès annuels de l'association. 
- 1999 : Nelson LANDRY, Canada : Les techniques biométriques d'indentification
- 2000 : Augusto LOPES-CARDOSO, Portugal : Dimension juridique de l'Intervention génétique
- 2001 : Sandra BERBUTO & Christine PEVEE, Belgique : La protection pénale des mineurs en droit belge; Carlo MASTELLONE, Italie : Sales-related issues not covered by the CISG: assignment, set-off, statute of limitation, etc., under Italian law

- 2002 : W. Carter YOUNGER, Etats-Unis : Employee privacy, electronic communications and workplace monitoring
- 2003 : Sascha R. GROSJEAN, Allemagne : Protecting trade secrets and commercial information – Rights of employers and employees (Prix des jeunes avocats); Stefano DINDO, Italie : How to negotiate a cross-border business deal

- 2004 : Francesca PIZZI, Italie : Economic analysis of personality rights concerning media activities (Prix des jeunes avocats); Jorge MARTI MORENO, Espagne : Migration of companies within the World Trade Organization, European Union and worldwide

- 2005 : Rosario LEON, Espagne : Los principios de precaución y desarrollo sostenible en España (Prix des jeunes avocats); Peter TURNER, Royaume-Uni : Ethics in International Arbitration

- 2006 : Felipe ZANCHET MAGALHAES, Brésil : Commercial representation or agency contract : legal implications (Prix des jeunes avocats); James MOORE, Etats-Unis : Economic globalization and its impact upon the legal profession; Luis ZARRALUQUI, Espagne : El arbitraje en Derecho de Familia en general y en España en particular – La problemática de los procesos en los procesos arbítrales

- 2007 : Raquel AZEVEDO, Portugal : Corporate governance on non-listed companies - Special features in connection with family-run companies (Prix des jeunes avocats); Howard H. SPIEGLER, Etats-Unis : Restitution of nazi-looted art: view from the United States

- 2008 : Gavin LLEWELLYN, Royaume-Uni : The protection of tri-dimensional trade marks: the UK perspective (Prix des jeunes avocats); Judith GIBSON, Australie: Detention after sentence

- 2009 : Cristina COJOCARU, Roumanie : Legal uncertainty in Family Law (Prix des jeunes avocats); Carolina PINA, Espagne : Copyright in the digital age: from dadaism to mash-up

- 2010 : Makato SHIMADA, Japon : Protection of cultural properties in Japan
- 2011 : Judith GIBSON, Australie : Turning a good newsroom bad: white collar crime, tort and case management issues arising from the UK phone hacking scandal
- 2012 : Christina PHILLIPS, Etats-Unis : Litigation arising out of natural disasters: a policy examination from the United States (Prix des jeunes avocats); Francis GERVAIS, Canada : Qui est le client ?

- 2013 : Motoyasu HIROSE, Japon : Asset prevention Japanese prevention (Prix des jeunes avocats); Francisco RAMOS ROMEU, Espagne : El embargo internacional de créditos en la UE

- 2014 : Jean-François HENROTTE, Belgique : Application territoriale de la législation européenne en matière de protection des données : vaincre la peur de l’autre
- 2015 : Iñigo GUTIERREZ VELASCO, Espagne : Derecho concursal y derecho laboral. El despido colectivo en empresas en crisis: ¿Cierre de empresa o centro de trabajo en el ámbito europeo? (Prix des jeunes avocats); Janice MULLIGAN, Etats-Unis : How would you like your Pacemaker to be hacked? Healthcare cyber vulnerability: a risk management nightmare for the 21st century; Maria CRONIN (Mention spéciale jeunes avocats)

- 2016 : Ingrid BOURBONNAIS JACQUARD, France : Les actions directoires contre les assureurs – Le droit d’action directe contre le P&I Club, conception française (Prix des jeunes avocats); Ian DE FREITAS, Royaume-Uni : Towards an international regulatory approach for mass surveillance and profiling – Striking the balance between national security and privacy; Barbara BANDIERA, Italie (Mention spéciale)

- 2017 : Barbara BANDIERA, Italie : Radiography of a project financing for the Implementation of a wind Farm New EU legislative Framework for markets in Financial instruments
- 2018 : Barbara GISLASON, Etats-Unis : What do the Applications of Gene Editing, Artificial Intelligence and Big Data Brings To The Fields of Life Science, Medical Supply, Food Supply and Environmental Impact?

### Prix Jacques Leroy
De 2010 à 2017, le Prix Jacques Leroy a récompensé le travail d'étudiants en droit sur la prise en compte du respect des droits de l’homme dans le monde des affaires.
- 2010 : Angela STONIER, Australie
- 2011 : Josephine WONG, Canada
- 2012 : Somda MANGLOIRE, Burkina Faso
- 2013 : Joel FOX, Israël
- 2014 : Adja CEVC, Slovénie
- 2015 : Jonathas LIMA, Brésil
- 2016 : Serge Théophile BAMBARA, Burkina Faso
- 2017 : Matheus RICCI PORTELLA, Brésil

### Prix État de droit
Depuis 2016, l'UIA, en partenariat avec LexisNexis, attribue un Prix symbolique à un individu et/ou une organisation contribuant activement au développement et à la promotion de l’État de droit.
- 2016 : Malaysian Bar Association, Malaysie
- 2017 : Saidbek NURITDINOV, Président de l’Union of Advocates of the Republic of Tajikistan, Tadjikistan
- 2018 : L'honorable Ruth BADER GINSBURG, Associate Justice à la Cour suprême des États-Unis
- 2019 : Bertrand FAVREAU, Président de l'IDHAE, France
- 2020 : ELIL, European Lawyers in Lesvos, Grèce
- 2021 : Latifa SHARIFI, Afghanistan

### Prix Inspiration LegalTech
En 2021, l'UIA et LexisNexis ont lancé le Prix Inspiration Legaltech afin d'encourager l'innovation dans le domaine juridique et de récompenser les  organisations ou les personnes qui contribuent à apporter de nouvelles idées au monde juridique, changeant les perspectives, la pratique ou les méthodes de travail des avocats.
- 2021 : Thomas SEEBER, Realest8, Autriche
- 2022 : Stefano PREVITI, SP Tech s.r.l. Startup Innovativa, Italie